# Charles Stross
Charles David George Stross (ur. 18 października 1964 w Leeds) – brytyjski pisarz, tworzący w dziedzinie fantastyki. Tworzy w różnych gatunkach fantastyki: hard science fiction (m.in. Accelerando), horroru, fantasy, a także serii mieszającej wątki urban fantasy, lekkiej science fiction i historii alternatywnej (Merchant Princess). Trzykrotnie zdobywał nagrody Hugo i Locusa. Jego utwory były także wielokrotnie nominowane do nagród Hugo, Nebuli, Campbella, Clarke’a.

## Życiorys
Napisał swój pierwszy utwór science fiction w wieku 12 lat. Zdobył bakalaureat z farmacji w 1986, następnie  w latach 1989-1990 studiował informatykę na Bradford University. Od 1990 pracował jako programista. Pierwsze opowiadanie, "The Boys", opublikował w 1987 roku w "Interzone". Od 2000 zajmuje się wyłącznie twórczością literacką.
Mieszka w Edynburgu z żoną, Feòrag NicBhride.

## Twórczość

### CyklEschaton
- Singularity Sky (2003)
- Iron Sunrise (2004)

### CyklThe Laundry Files
- The Atrocity Archives (2004)
- The Jennifer Morgue (2006)
- The Fuller Memorandum (2010)
- The Apocalypse Codex (2012)
- The Rhesus Chart, (2014)
- The Annihilation Score (2015)
- The Nightmare Stacks (2016)
- The Delirium Brief (2017)
- The Labyrinth Index (2018)

### CyklTales of the New Management
Tales of the New Management jest to spin-off cyklu The Laundry Files, który zaczyna się po CASE NIGHTMARE GREEN.
- Dead Lies Dreaming (2020, ISBN 978-1250267023)
- Quantum of Nightmares (2022, ISBN 978-1250839374)[3]
- Season of Skulls (2023, ISBN 978-1250839404)[4]

### CyklThe Merchant Princes
- The Family Trade (2004)
- The Hidden Family (2005)
- The Clan Corporate (2006)
- The Merchants' War (2007)
- The Revolution Business (2009)
- The Trade of Queens (2010)
- Empire Games (2017)
- Dark State (2018)
- Invisible Sun (2021)

### CyklHalting State
- Stan wstrzymania (Halting State 2007, wyd. pol. Wydawnictwo Mag 2012)
- Rule 34 (2011)

### CyklSaturn's Children
- Saturn's Children (2008)
- Neptune's Brood (2013)

### Inne
- Scratch Monkey (2011)
- Accelerando (Accelerando 2005, wyd. pol. Wydawnictwo Mag 2009)
- Szklany dom(inne języki) (Glasshouse 2006, wyd. pol. Wydawnictwo Mag 2011)
- The Rapture of the Nerds (2012, razem z Cory Doctorowem)
- Down on the Farm (2008) – opowiadanie (Na Farmie – tłum. amatorskie)
- Toast: And Other Rusted Futures (2002, ISBN 1-58715-413-7) - zbiór opowiadań dostępny online
- Wireless: The Essential Charles Stross (2009, ISBN 978-0-441-01719-5) - zbiór opowiadań

### Non-fiction
- The Web Architect's Handbook (1996)

## Nagrody
- Accelerando (2005) – nagroda Locusa 2006, nagroda Sfinks 2010
- The Family Trade, The Hidden Family i The Clan Corporate (pierwsze trzy powieści cyklu The Merchant Princes) – nagroda Sidewise za historię alternatywną 2006
- Szklany dom(inne języki) (2006) – nagroda Prometeusza 2007
- The Apocalypse Codex – nagroda Locusa za powieść fantasy 2013
- Betonowa dżungla ("The Concrete Jungle", w: Kroki w nieznane 2010) – nagroda Hugo za najlepsze opowiadanie 2005
- Palimpsest ("Palimpsest", w: Kroki w nieznane 2011) – nagroda Hugo za najlepsze opowiadanie 2010
- Equoid ("Equoid", w: Fantastyka – wydanie specjalne 3/2014) – nagroda Hugo za najlepsze opowiadanie 2014
- "Missile Gap" – nagroda Locusa za opowiadanie 2007